# Teerasil Dangda
Teerasil Dangda (Bangkok, 1988. június 6. –) thaiföldi válogatott labdarúgó.

## Nemzeti válogatott
2007-ben debütált a thaiföldi válogatottban. A thaiföldi válogatottban 101 mérkőzést játszott. A thaiföldi válogatott tagjaként részt vett a 2007-es és a 2019-es Ázsia-kupán.

## Statisztika
| Thaiföldi válogatott | Thaiföldi válogatott | Thaiföldi válogatott |
| Időszak              | Mérk.                | gól                  |
| -------------------- | -------------------- | -------------------- |
| 2007                 | 7                    | 2                    |
| 2008                 | 14                   | 8                    |
| 2009                 | 7                    | 2                    |
| 2010                 | 5                    | 0                    |
| 2011                 | 6                    | 3                    |
| 2012                 | 10                   | 9                    |
| 2013                 | 7                    | 1                    |
| 2014                 | 1                    | 0                    |
| 2015                 | 10                   | 4                    |
| 2016                 | 15                   | 9                    |
| 2017                 | 6                    | 2                    |
| 2018                 | 4                    | 0                    |
| 2019                 | 9                    | 3                    |
| Összesen             | 101                  | 43                   |